# Jean-Louis Prianon
Jean-Louis Prianon (né le 22 février 1960 à Saint-Joseph (La Réunion)) est un athlète français, spécialiste du demi-fond.

## Biographie
Jean-Louis Prianon est le fils d'un petit planteur de cannes à sucre qui disparaît alors qu'il n'a que six ans, laissant sa mère seule avec ses cinq frères et sœurs. Six ans plus tard, sa famille s'installe à Saint-Pierre, où il entre au Club Athlétique Gymnique.
Après avoir rencontré un professeur de gymnastique qui le motive pour faire du sport, il part en France métropolitaine en octobre 1978 pour son service militaire. De là, il voyage avec les militaires aux Antilles et au Soudan pour y participer à des championnats sportifs où il remporte ses premières victoires.
Il réussit par ailleurs le concours de gardien de la paix et devient policier dans le Forum des Halles à Paris. Il deviendra par la suite animateur social à Saint-Denis de la Réunion  et père d'un garçon et de deux filles, dont une sera prise par sa passion pour l'athlétisme.
Il est fait en 2014 chevalier de la Légion d'honneur.

## Palmarès
- 1979 : Médaille d'or sur 3 000 mètres steeple, 5 000 mètres et 10 000 mètres aux Jeux des îles de l'océan Indien à Saint-Denis de la Réunion.
- 1985 : Champion de France sur 5 000 mètres et 10 000 mètres.
- 1986 : Champion de France sur 10 000 mètres.
- 1988 : Quatrième aux Jeux olympiques d'été à Séoul en Corée du Sud sur 10 000 mètres.
- 1990 : Champion de France sur 5 000 mètres.
- 1993 : Médaille d'or sur 5 000 mètres et 10 000 mètres aux Jeux des îles de l'océan Indien à Victoria aux Seychelles.
- 1993 : Vainqueur de la corrida de Langueux.
- 1993 : Deuxième de la Corrida d'Issy-les-Moulineaux
- 2008 : Il remporte l'édition 2008 de l'épreuve Foulées Fénoir à Saint-Pierre[1].